# Gérard Saliné
Gérard Saliné, né le 27 août 1957 à Talence, est un footballeur français ayant évolué pendant la majeure partie de sa carrière au poste d'attaquant.

## Carrière
Originaire de l'agglomération bordelaise, Gérard Saliné débute chez les professionnels avec le club des Girondins de Bordeaux en 1977, à l'âge de 20 ans. Au total, il dispute quatre rencontres pour sa première saison professionnelle. La saison suivante, il rejoint le SCO Angers, pensionnaire de la Première division, où il ne joue pas plus.
En 1979, il est recruté par le Stade rennais, qui évolue en Division 2. Le club breton, qui sort tout juste de graves problèmes financiers, cherche à reconstruire une équipe après avoir dû laisser partir ses meilleurs éléments pour assainir ses comptes. Saliné devient titulaire sur le côté droit de l'attaque, aux côtés de Robert Llorens et Guy Nosibor, et inscrit neuf buts pour sa première saison. La seconde sera sa meilleure, puisqu'il est le meilleur buteur du club en 1980-1981. Par la suite, Saliné perd sa place sur le front de l'attaque au profit du Néerlandais Karel Bonsink et du Congolais François M'Pelé. Il ne dispute que douze rencontres en 1981-1982.
Saliné rejoint à l'été 1982 le CS Thonon, un autre club de deuxième division, mais ne s'y impose pas. Il continue alors de multiplier les expériences, à Roubaix, toujours en D2, puis à l'échelon inférieur à partir de 1984. C'est ainsi qu'il évolue à Beauvais puis à Annemasse, abandonnant définitivement le haut-niveau.